# Sídir Kovpak
Sídir Artémovitx Kovpak (ucraïnès: Си́дір Арте́мович Ковпа́к; rus: Си́дор Арте́мьевич Ковпа́к) (Koletva, 7 de juny de 1887-Kíiv, 11 de desembre de 1967) va ser un militar i polític ucrainès, líder dels partisans soviètics a Ucraïna durant la Segona Guerra Mundial.

## Trajectòria
Kovpak va néixer en una família de camperols ucraïnesos pobres, al poble de Kotelva, a l'óblast de Poltava, a l'Imperi Rus (actualment, Ucraïna). Per la seva trajectòria militar durant la Primera Guerra Mundial va rebre, personalment, dues Creus de Sant Jordi de l'emperador Nicolau II de Rússia, un premi a l'heroïsme militar excepcional. Després de la Revolució d'Octubre de 1917 es va unir al Partit Comunista Rus (bolxevics) i va lluitar a files partisanes de l'Exèrcit Roig contra les forces imperials alemanyes, així com  l'Exèrcit Blanc d'Anton Denikin, en una divisió de cavalleria de Vassili Txapàiev. En el període d'entreguerres va ser cap del govern local a la ciutat de Putivl, a l'óblast de Sumi.

### Segona Guerra Mundial
En el moment de la invasió alemanya de l'Ucraïna soviètica, les unitats partisanes liderades per Kovpak van respondre amb una guerra de guerrilles contra les potències de l'Eix, originalment a les fortaleses partisanes de les regions de Sumi i Briansk, però més tard la seva operació es va estendre, profundament, per altres territoris ocupats pels nazis com Kíiv, Jitòmir, Rivne, Hòmiel, Volínia i altres regions. Aquestes unitats partisanes també van lluitar contra l'exèrcit insurgent ucraïnès de tall nacionalista. El 1944, els partidaris sota el lideratge de Kovpak van atacar les forces enemigues a l'oest d'Ucraïna i Belarús i, fins i tot, van arribar a les regions frontereres romaneses durant l'atac dels Carpats, causant grans baixes a les forces enemigues del Tercer Reich.
Kovpak va dominar les tàctiques de guerrilla i va rebre el títol d'Heroi de la Unió Soviètica dues vegades: 1942 i 1944. L'estiu de 1943, els alemanys van aconseguir caçar i assassinar al segon al comandament de Kovpak, Semyon Rudnev, que va ser substituït per una altra mà dreta, Piotr Verxígora, que després es convertiria en escriptor i dedicaria els seus llibres a la resistència clandestina de Kovpak.
El 1943, Kovpak va ser ascendit al rang de general de comandament. Segons les memòries del seu tinent Piotr Verxígora, la seva promoció i les corresponents estrelles del general van ser lliurades a la seva unitat partisana molt darrere de les línies del front. Després del final de la Segona Guerra Mundial, Kovpak va ocupar càrrecs clau en el lideratge de l'Ucraïna soviètica, inclòs la vicepresidència de la Cort Suprema d'Ucraïna el 1947 i el Soviet Suprem d'Ucraïna el 1967. També va ser membre del Soviet Suprem de la Unió Soviètica de la 2a a la 7a legislatura.

## Llibres
- От Путивля до Карпат ("De Putivl als Carpats"), 1945, Voenizdat, 136 pàgines, enregistrat per Ievgueni Nikolàievitx Gerasimov (1903-1986).[4] Traducció a l'anglès Vid Putivla do Karpat, publicat per Politvydav Ukrainy, Kíiv, primera impressió el 1973.[5]
- Из дневника партизанских походов ("Del diari de les marxes partisanes"), 1964, DOSAAF, llengua russa, 220 pàgines.
- Воспоминания, очерки, статьи ("Memòries, assaigs, articles"), 1987, Politvydav Ukrainy, Kíiv, llengua russa, 388 pàgines.

## Pel·lícules
Kovpak va ser interpretat per Konstantin Stepankov a la trilogia cinematogràfica soviètica Duma o Kovpake (Дума о Ковпаке, "Poema de Kovpak"):
- Duma o Kovpake: Nabat (Дума о Ковпаке: Набат, "Poema de Kovpak: Alarma"), 1973 - com inicialment una petita unitat partidista de dotze persones es va convertir en una gran força sota Kovpak i Rudnev.[6]
- Duma o Kovpake: Buran (Дума о Ковпаке: Буран, "Poema de Kovpak: Tempesta"), 1975 - sobre accions a la rereguarda enemiga el 1941-1942.[7]
- Duma o Kovpake: Karpaty, Karpaty... (Дума о Ковпаке: Карпаты, Карпаты..., "Poema de Kovpak: Carpats, Carpats..."), 1976 - sobre l'atac de 1943 als Carpats.[8]

El documental de televisió Его звали ДЕД ("Se l'anomenava AVI") (en llengua ucraïnesa, produït per TRK Era, director Oleksiy Barbaruk-Trypilsky, 36 min., projectat el 2011) documenta la vida de Kovpak durant la guerra.